# استفان اوون (سینولوژیست)
نامِ چینیزبان‌های چینی宇文所安
استفان اوون (انگلیسی: Stephen Owen؛ زادهٔ ۳۰ اکتبر ۱۹۴۶) زبان‌شناس اهل ایالات متحده آمریکا است.

وی همچنین برندهٔ جوایزی همچون کمک‌هزینه گوگنهایم شده‌است.